# Helges hage
Helges hage är ett naturreservat i Eksta socken i Region Gotland på Gotland.
Området är naturskyddat sedan 2014 och är 20 hektar stort. Reservatet består av gammal tallskog. 